# 관음당

관음당(觀音堂)은 600여년의 역사를 지닌 대표적인 중국식 불교사원이다. 원나라 때 창건되었다. 마카오 최대의 관음불을 모시고 있고, 본당의 벽면에는 중국 18현인의 상이 나란히 서 있다. 이중 수염을 길게 기른 사람은 ‘동방견문록’을 쓴 ‘마르코 폴로’라는 설도 있다.경내에 있는 대리석으로 만든 둥근 테이블과 네 개의 의자는 1844년 청나마 정부와 처음으로 우호통상조약을 맺을 때 사용한 유서 깊은 유물이다.